# Jean Decourt
Jean Decourt, appelé aussi Jehan De Court, est un peintre français né vers 1530 et mort vers 1585. Il a succédé à François Clouet comme portraitiste de la cour de France.

## Biographie
Jean Decourt est peut-être apparenté à un certain Jacques Court, peintre portraitiste parisien. La première mention dans les archives de Jean Decourt remonte à 1553, dans un contrat d'apprentissage. Il est signalé comme « painctre de Monseigneur le prince de la Rochesurion suyvant la court ».
En 1562, il est mentionné comme peintre ordinaire de la reine Marie Stuart. Il est en effet probable qu'il ait effectué un voyage en Angleterre vers 1565 et se retrouve désigné comme valet de chambre de la reine, en 1566 et 1567. On conserve deux lettres de Jean Decourt adressées à William Cecil, grand trésorier d'Angleterre, datant de 1570 et 1571 dans lesquels il se présente comme peintre de Charles IX. Il a effectivement remplacé François Clouet à cette fonction quelque temps auparavant. En 1574, il prend officiellement la fonction de portraitiste officiel de la cour, toujours en remplacement de Clouet. Il apparaît ainsi dans les comptes royaux en 1578, 1580 et 1584 et disparaît probablement l'année suivante. 
Plusieurs œuvres de sa main sont mentionnées dans les textes : une miniature représentant Charles IX (1569), une effigie de Catherine de Médicis (1565), une image de Henri de France posée sur le lit de mort de Charles IX notamment, mais sans avoir été conservées. Aucune œuvre actuelle n'est attribuée avec certitude au peintre. Il n'est sans doute pas apparenté à Jean Court dit Vigier, émailleur à Limoges.
Le fils de Jean Decourt, Charles (1555-1614), également peintre et portraitiste, l’a remplacé en tant que peintre ordinaire du roi en 1574.

## Œuvres attribuées

### Peintures

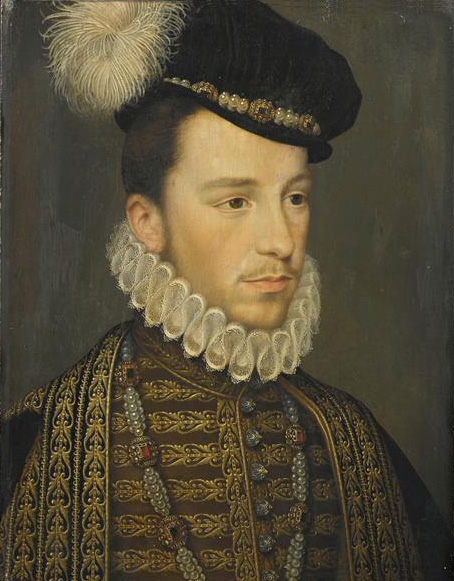
Henri III avant son avènement.

- Henri III avant son avènement, d'après un portrait de François Clouet, huile sur bois, musée Condé[3]
- Albert de Gondi, huile sur bois, musée Condé[4]
- Elisabeth d'Autriche, reine de France, huile sur bois, musée Condé[5]

### Dessins
- François de Valois, duc d'Alençon (ou le futur Henri III), dessin à la pierre noire et sanguine, vers 1571, Bibliothèque nationale de France[6].
- Henri III, dessin à la pierre noire, musée Condé[7]